# ماركوس باتريك
ماركوس باتريك (بالإنجليزية: Marcus Patrick)‏ (و. 1974 – م) هو ممثل، ومغني، وعارض، ولاعب تايكوندو، من المملكة المتحدة، ولد في باث.

## وصلات خارجية
- ماركوس باتريك على موقع IMDb (الإنجليزية)
- ماركوس باتريك على موقع ألو سيني (الفرنسية)
- ماركوس باتريك على موقع أول موفي (الإنجليزية)
- ماركوس باتريك على موقع إن إن دي بي (الإنجليزية)
- ماركوس باتريك على موقع قاعدة بيانات الفيلم (الإنجليزية)
- ماركوس باتريك على موقع كينوبويسك (الروسية)